# Dicranomyia (Dicranomyia) reversalis
Dicranomyia (Dicranomyia) reversalis is een tweevleugelige uit de familie steltmuggen (Limoniidae). De soort komt voor in het Australaziatisch gebied.